# Callitris Island
Callitris Island ist eine unbewohnte Insel im australischen Bundesstaat Western Australia.
Die 76,9 Kilometer vom australischen Festland entfernt liegende Insel gehört zu den Montebello-Inseln, einer Inselgruppe im Indischen Ozean.
Die Insel ist 75 Meter lang und 30 Meter breit. Die Nachbarinseln heißen Spar Island und Ivy Island, und in der Nähe liegen außerdem die Fig-Inseln.